# Dareios-Unterwelt-Werkstatt

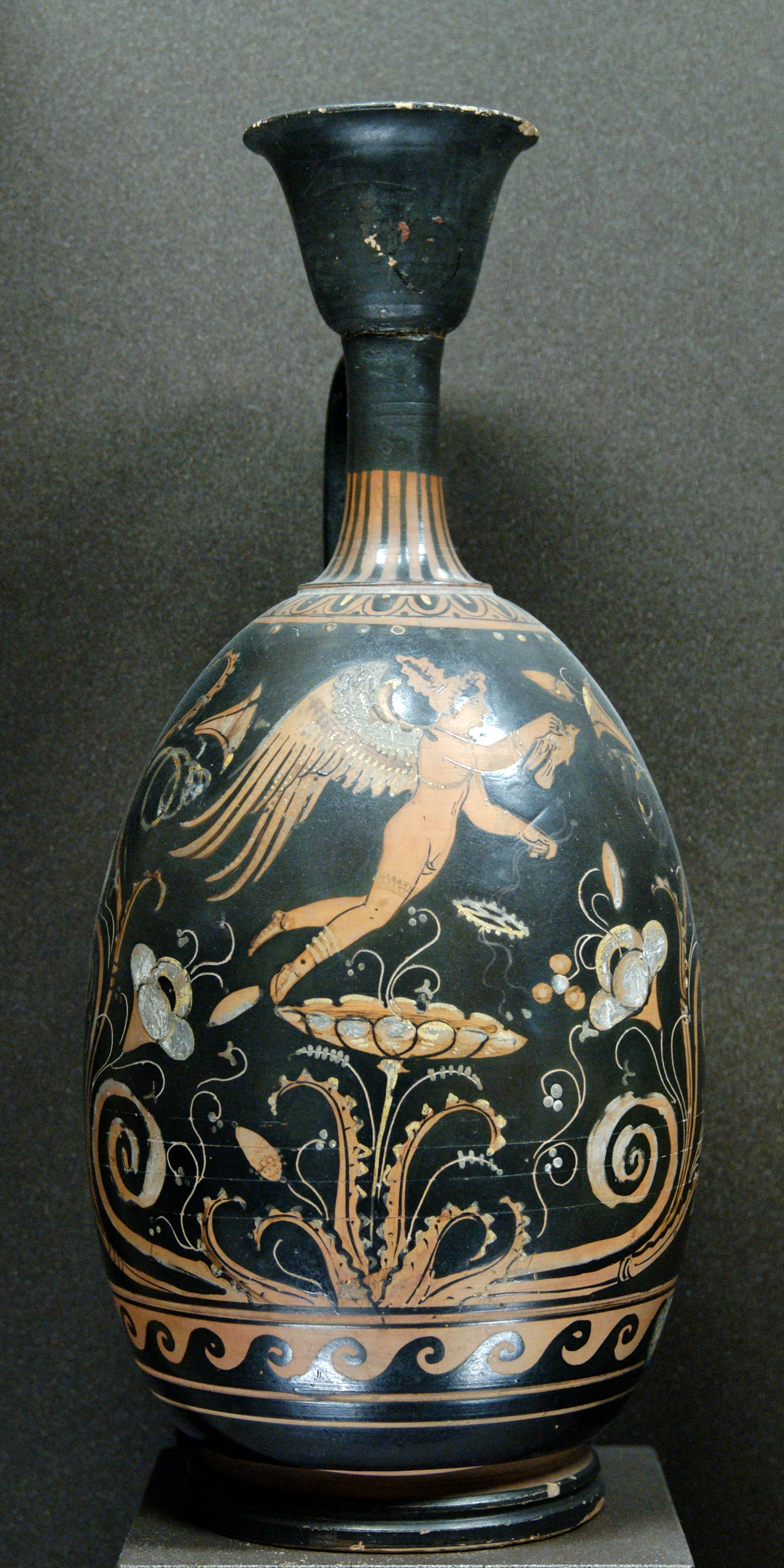
Eros auf einer Lekythos der Dareios-Unterwelt-Werkstatt, um 340/30 v. Chr.

Als Dareios-Unterwelt-Werkstatt (auch Darius-Unterwelt-Werkstatt) bezeichnet man in der klassischen Archäologie eine Manufaktur von Töpfern und Vasenmalern, die im griechischen Tarent angesiedelt war und in der zweiten Hälfte des 4. Jahrhunderts v. Chr. betrieben wurde. In ihr waren einige der bedeutendsten Kunsthandwerker auf diesem Gebiet tätig. Benannt ist die Gruppe, deren Werke zur Apulischen Vasenmalerei gehören, nach zwei als besonders hervorragend erkannten Mitgliedern, die mit den Notnamen Dareios-Maler und Unterwelt-Maler bezeichnet werden.

## Vorläufer

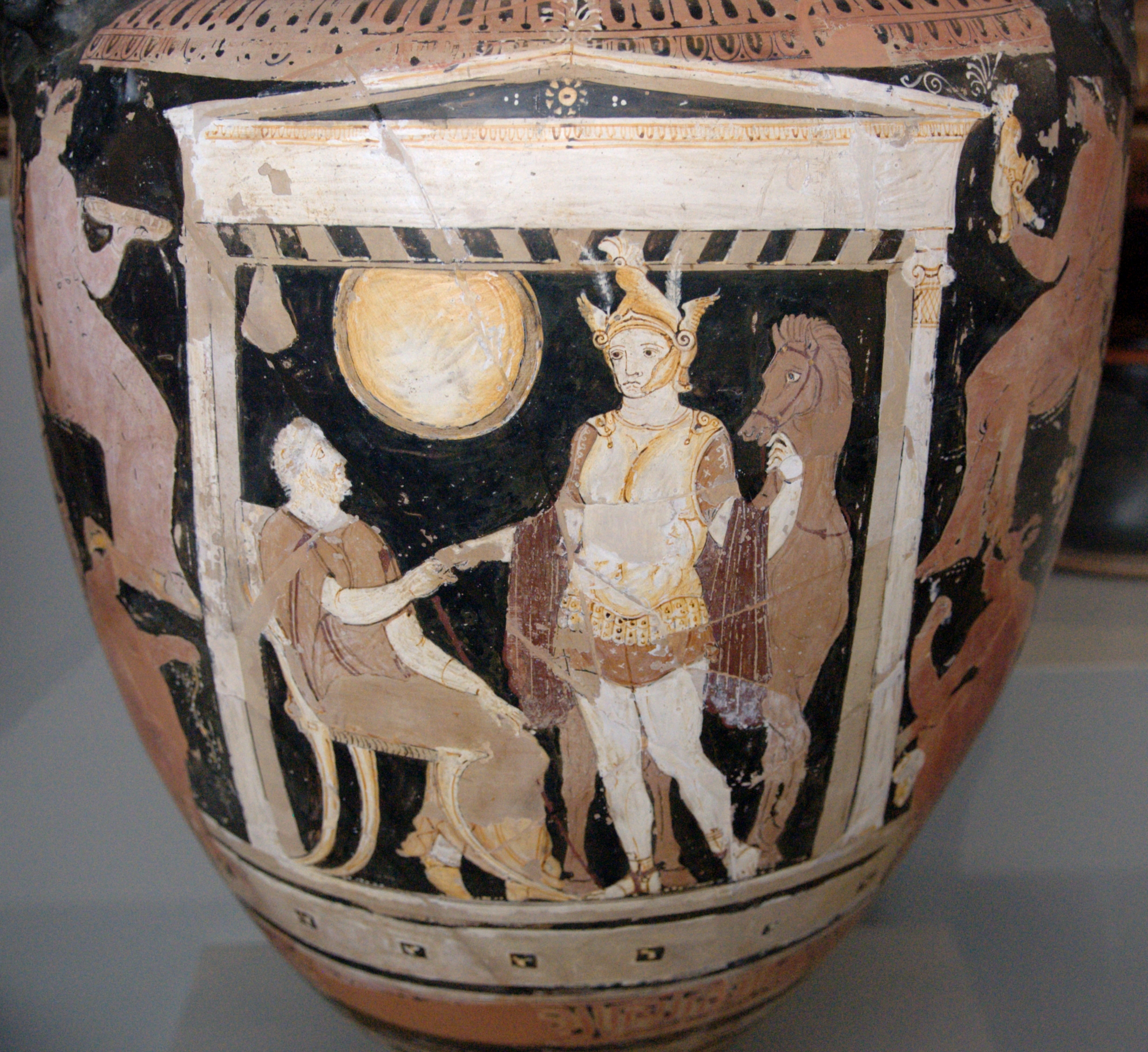
Naïskosszene auf einem Volutenkrater des Malers von Kopenhagen 4223, um 340 v. Chr., Berlin 1984.42

Es gibt zwei stilistische Gruppen, deren Werk direkt auf die Arbeiten der Dareios-Unterwelt-Gruppe zuführt. Eine Gruppe stellt Szenen aus dem Grabkult, die andere aus der Mythenwelt dar. Wichtigste Vorgänger aus der ersten Gruppe sind der Gioia del Colle-Maler und der Maler von Kopenhagen 4223. Beide Maler verzierten eine recht große Zahl erhaltener großer Vasen. Dabei nutzten sie vor allem bei Volutenkrateren quasi kanonische Themen: Naïskosszenen auf der Vorderseite und Grabstelen auf der Rückseite. Viele der Voluten tragen Maskenhenkel, die unteren Henkelansätze können in Schwänen enden. Die Figuren im Naïskos werden im Laufe der Zeit immer statuenhafter dargestellt und erinnern dabei an Statuen des Bildhauers Lysipp.

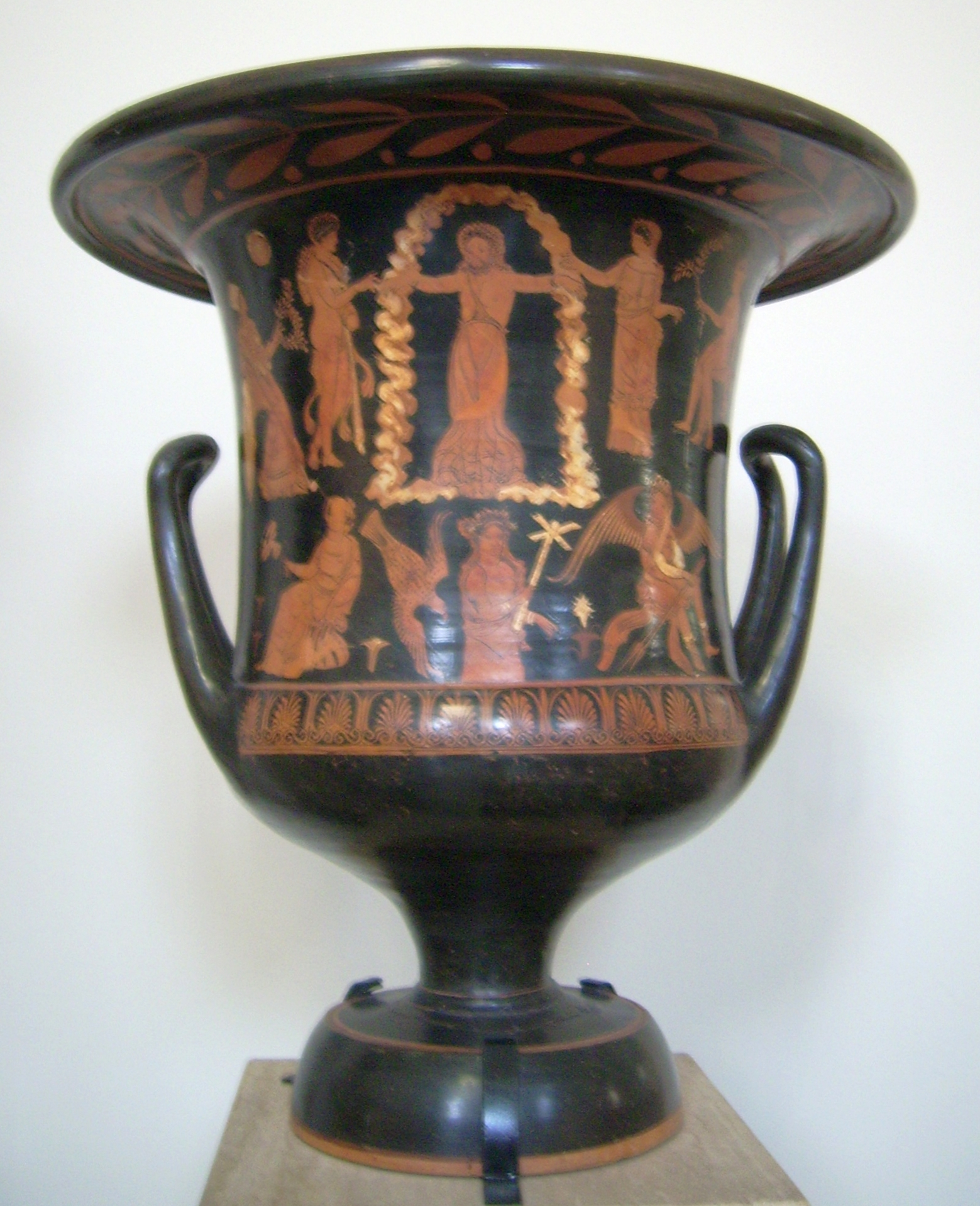
Befreiung des Prometheus auf einem Kelchkrater mit aufgesetzten Farben des Branca-Malers, um 350/25 v. Chr.

Die beiden Gruppen werden in ihren Werken durch die Maler der Berlin-Branca-Gruppe verbunden. Zeigen sie auf der Rückseite auch Grabstelen, stellen sie auf der Vorderseite jedoch mythologische Genreszenen dar. Besonders ragt hier der Branca-Maler heraus. Er versucht in seinen Bildern immer wieder Neues zu zeigen. Auch der Hippolyte-Maler ist ein Vertreter des Mischstils. Er ist für einige der besten Arbeiten, die zu seiner Zeit gestaltet wurden, verantwortlich. Der Hippolyte-Maler ist ein Meister der Gewandgestaltung und nutzt in großem Maße Deckweiß in seinen Bildern.
Zur zweiten Gruppe gehören Künstler wie der Laodamia-Maler, der seine großen Bilder häufig in zwei Zonen unterteilt und gekonnt Spannungen aufbaut. Erst relativ kurz ist der De Schulthess-Maler als eigenständiger Künstler erkannt. Er zeigt beispielsweise eine einmalig dargestellte Episode aus dem Trojanischen Krieg um die Ankunft Helenas in Troja.
Die Vasen zeigen die Maler als mit der klassischen Literatur und der griechischen Mythologie vertraut. Theaterszenen weisen sie als Teilnehmer am gesellschaftlichen Leben ihrer Poleis aus. Gern zeigen sie weniger bekannte Mythen oder Szenen, die nicht gängig sind. All das nimmt schon Eigenschaften und Arbeitsweisen der Dareios-Unterwelt-Werkstatt vorweg.

## Der Dareios-Maler und sein Kreis

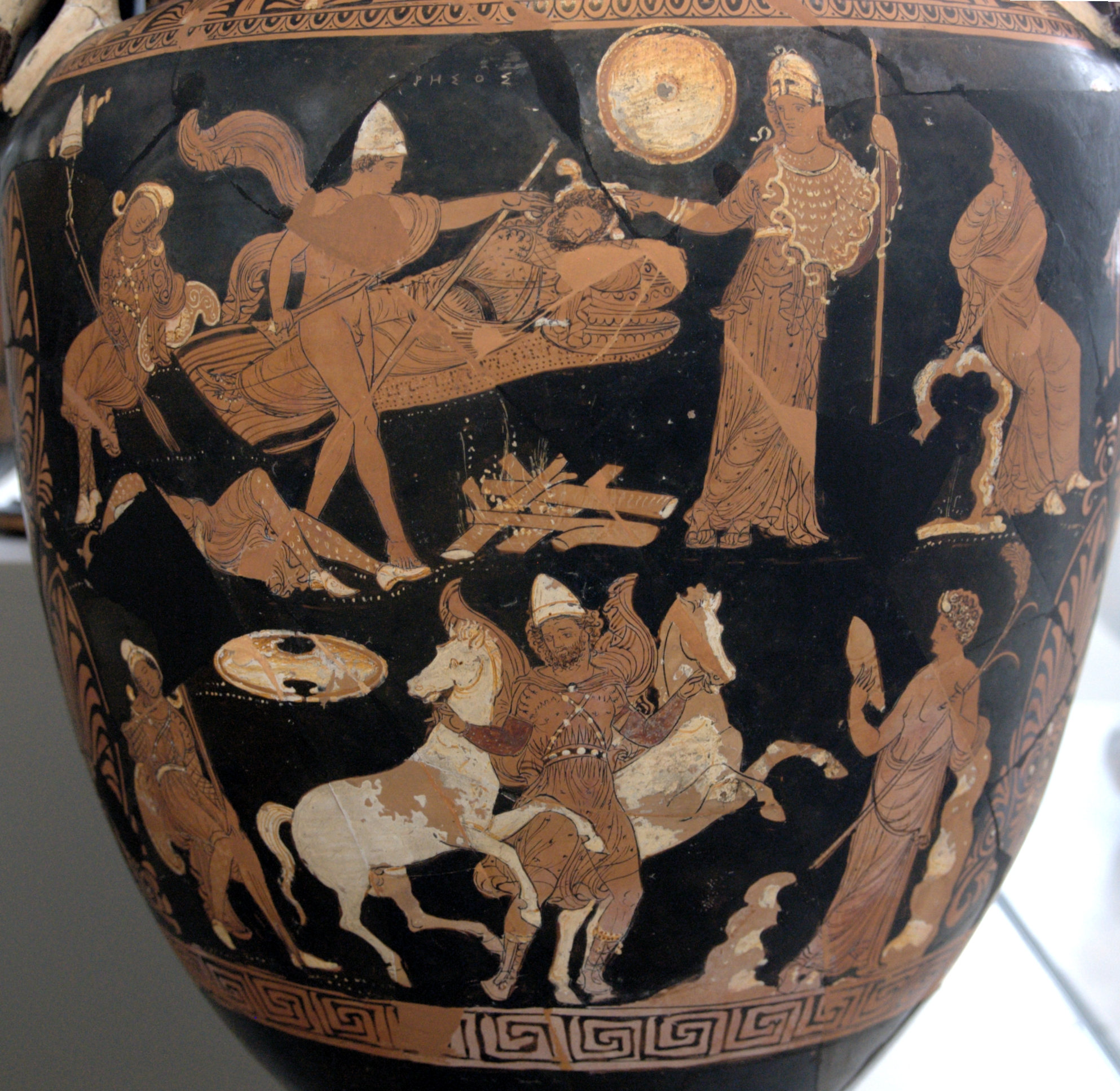
Rhesos-Krater des Dareios-Malers

Der Dareios-Maler kann in seiner Kunstfertigkeit und Bedeutung nicht hoch genug eingeschätzt werden. Er hat maßgeblichen Einfluss auf die gesamte rotfigurige Vasenmalerei nach ihm. Über Mitarbeiter und Schüler strahlt seine Wirkung auch auf andere Regionen, vor allem Kampanien aus. Er schafft es als erster, die Möglichkeiten der monumentalen Grabvasen – vor allem Krateren – von bis zu 150 cm Höhe zu nutzen. Die von ihm eingeführten Kompositionsregeln wurden für alle Mitarbeiter und Nachfolger kanonisch. Er zeigt Mythen, die niemand sonst je darstellt, so die Geschichte der Töchter des Anios. Andere Bildthemen leitet er ähnlich den Tragödiendichtern von klassischen Mythen ab oder bedient sich bei den Dramen der bekannten Dichter. Hinzu kommen einige der ganz wenigen Darstellungen mit aktuellem Bezug auf Vasen. So die Darstellung einer Schlacht des Perserkönigs Dareios I., die möglicherweise Parallelen zu den aktuellen Ereignissen um Alexander den Großen aufweist. Dareios zeigt er auch auf seiner Namenvase im Kreise seiner Getreuen und Berater während eine Ratssitzung anlässlich des ionischen Aufstands oder der Perserkriege. Häufig benennt er die gezeigten Personen mit Beischriften.

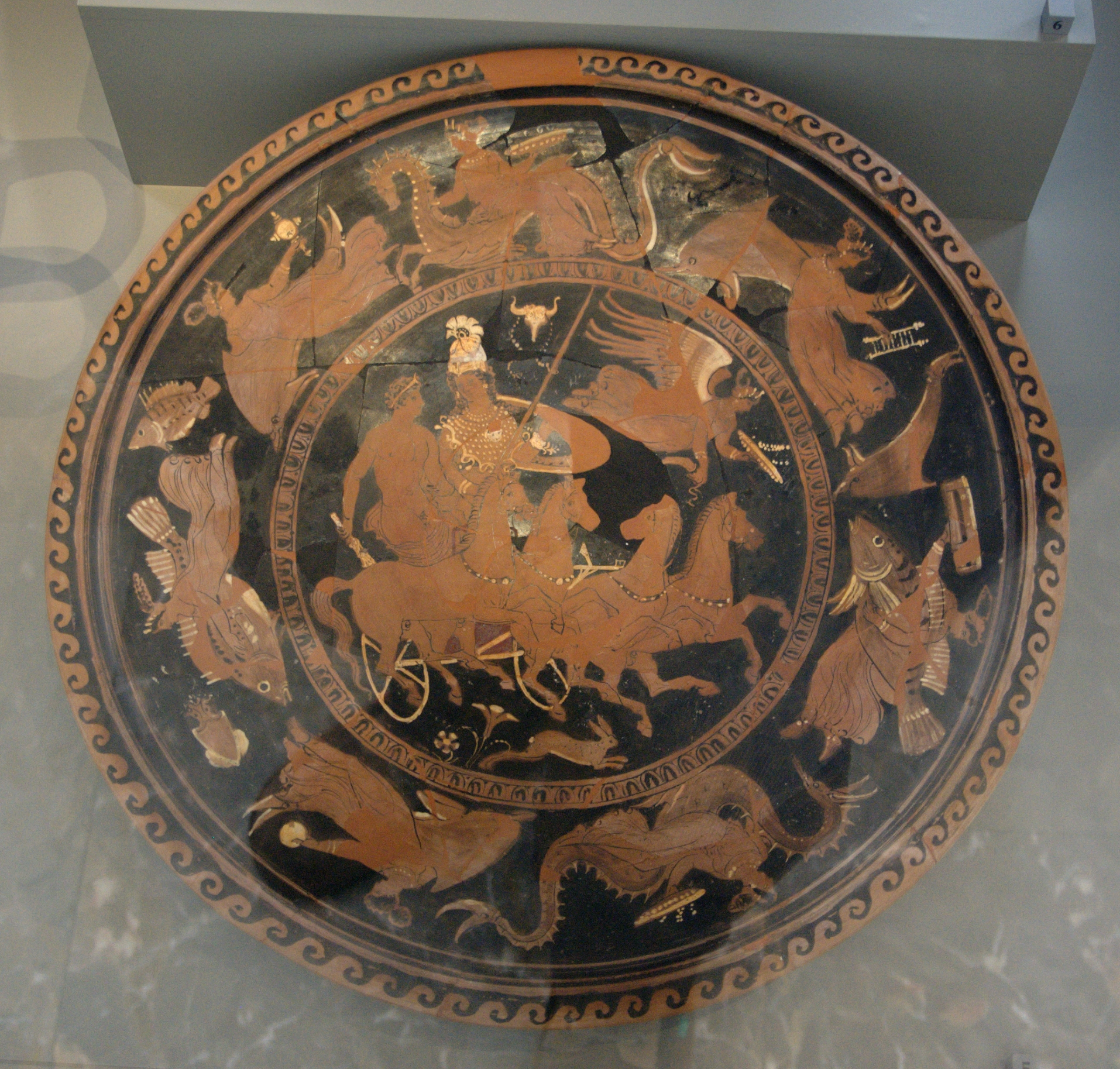
Herakles-Teller des Phrixos-Malers

Die Maler seiner Werkstatt lassen immer den Einfluss des Meisters erkennen, doch sind ihre Werke selten mehr als Massenware, die immer wieder dieselben Motive reproduziert. Einzig der Perrone-Maler und der Phrixos-Maler treten als individuelle Künstler hervor. Doch auch der Phrixos-Maler produzierte vor allem Fischteller in Serienproduktion.

## Nachfolger des Dareios-Malers

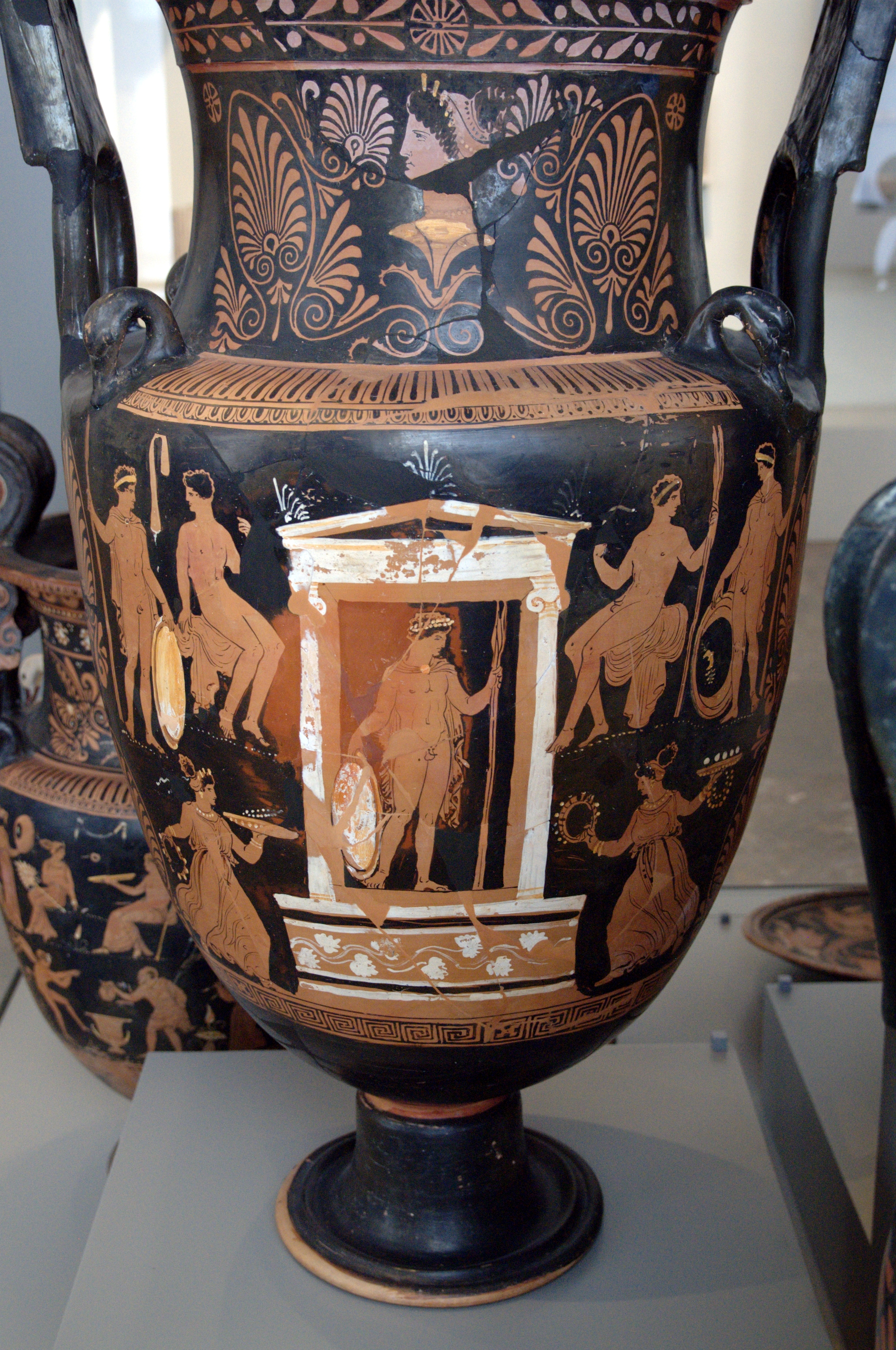
Naïsokosszene auf der Rückseite des Priamiden-Kraters des Unterwelt-Malers

Wichtigster Nachfolger des Dareios-Malers ist der Unterwelt-Maler. Bei ihm ist vor allem bei Lekythen ein Einfluss des Malers von Louvre MNB 1148 erkennbar. Bei der Gesamtanlage, der Komposition der Bilder steht er in der direkten Nachfolge des Dareios-Malers. Er ist ein Maler, der großen Wert auf Details legt, was ihn etwas von seinem Meister unterscheidet. Nicht selten erinnern seine Figuren an frühhellenistische Skulpturen. Allerdings sind seine Gesichter weniger gut als die anderer Künstler, Beine meist unnatürlich dünn. Bei Gewändern legt er Wert auf Musterungen. Das Spätwerk des Malers zeigt einen rapiden Verfall der Kunstfertigkeit, möglicherweise handelt es sich nur noch um Produkte seiner Werkstatt.

## Kleine Vasenformen
Bekannt ist die Werkstatt vor allem wegen ihrer repräsentativen, großen Vasen. Doch machen diese nur einen kleinen Teil des Œuvres der Manufaktur aus. Mehr als 2000 der zugeschriebenen Werke, immerhin etwa jede fünfte der apulischen Vasen des rotfigurigen Stils, waren mittel- und kleinformatig. Sie orientieren sich am „einfachen Stil“, führen ältere Traditionen fort und passen sich nur wenig dem aktuellen Geschmack an. Die Maler haben offenbar eine gute Ausbildung genossen, weshalb ihre Produkte ein einheitliches Bild abgeben. Dadurch können sie allerdings die Massenproduktion, aus der sie stammen, nicht verbergen. Allein etwa 1000 Vasen zeigen Frauenköpfe.

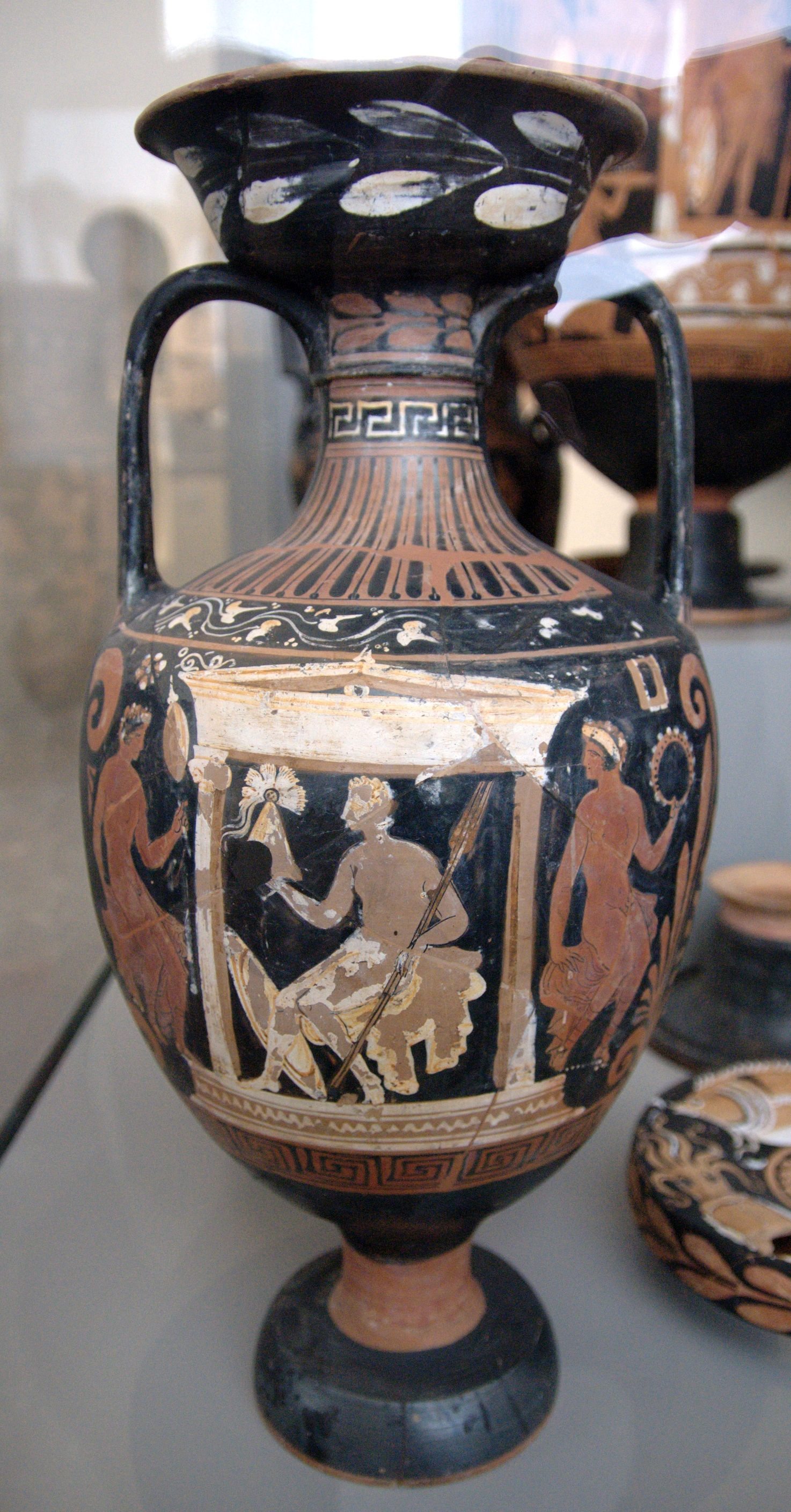
Amphora Berlin 1984.49 des Lucera-Malers

Der Truro-Pelike-Maler, der Haifa-Maler und der Lucera-Maler sind Meister der mittleren Formengröße und sie verzieren vor allem Amphoren mit Naïskosszenen. Spätere Maler dieses Bereiches haben diese künstlerische Klasse nicht mehr. Maler wie der Flachkopf-Maler, der seinen Namen schon nach einer künstlerischen Schwäche bekam, oder der Maler von Wien 751 haben massive Probleme bei der Darstellung der Figuren. Füße werden klobig, Gesichter sind als solche nur noch schwer erkennbar.
Bei den kleinen Formen ragen die Alabastren heraus. Daneben werden vor allem Kantharoi und Rhyta aufwändiger verziert. Ist ihr Beiwerk noch recht detailreich, phantasievoll und qualitätvoll, sind die gezeigten Figuren recht einheitlich. Den größten Teil der kleinen Vasen repräsentieren die schon erwähnten Frauenkopfvasen. Hier sind der Maler von Zürich 2660, die Winterthur-Gruppe, der Armidale-Maler, die Monopoli-Gruppe und deren letzter Vertreter, der Maler der Kasseler Schale, für die Werkstatt zu nennen.